# Biljuk
Der Biljuk, auch Kaitüm, war ein Feld- und Flächenmaß in Armenien.
- 1 Biljuk = 1 Dessjatine = 2400 Saschen = 109 ¼ Ar
- 3 Biljuk = 1 San (klein)[1]
- 5 Biljuk = 1 San (groß)
- ½ Biljuk = 1 Tan/Tachta